# 1,1-difluoro-1-cloro-etano
Il 1,1-difluoro-1-cloro-etano è un'isomero della classe dei freon della serie 142 (142 - 142A - 142B) di formula CH3CF2Cl.
Si ottiene dalla reazione fra 1,1,1-tricloroetano e acido fluoridrico in presenza di pentafluoruro di antimonio
 CH3-CCl3 + 2 HF --SbF5→ CH3-CF2Cl + 2 HCl 
La reazione è caratterizzata da equilibrio e passa attraverso i seguenti step:
 CH3-CCl3 +SbF5 → CH3-C+Cl2 + SbF5Cl- 
CH3-C+Cl2 + SbF5Cl- → CH3-CFCl2 + SbF4Cl
 CH3-CFCl2 +SbF5 → CH3-C+FCl + SbF5Cl- 
CH3-C+FCl + SbF5Cl- → CH3-CF2Cl + SbF4Cl
La rigenerazione del sale di antimonio avviene per addizione di acido fluoridrico
SbF4Cl + HF → SbF5 + HCl